# Vesselina Kasarova

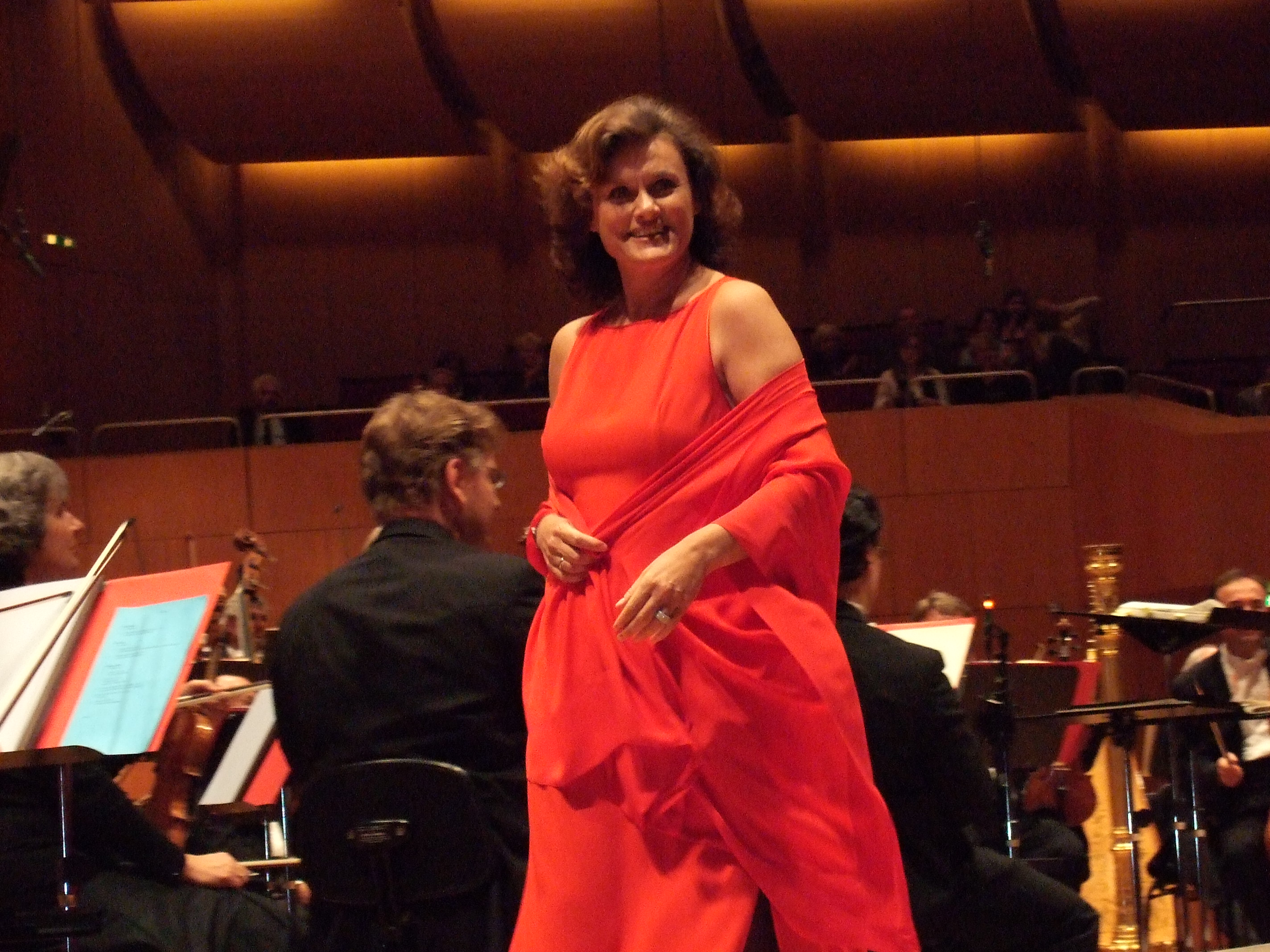
Vesselina Kasarova

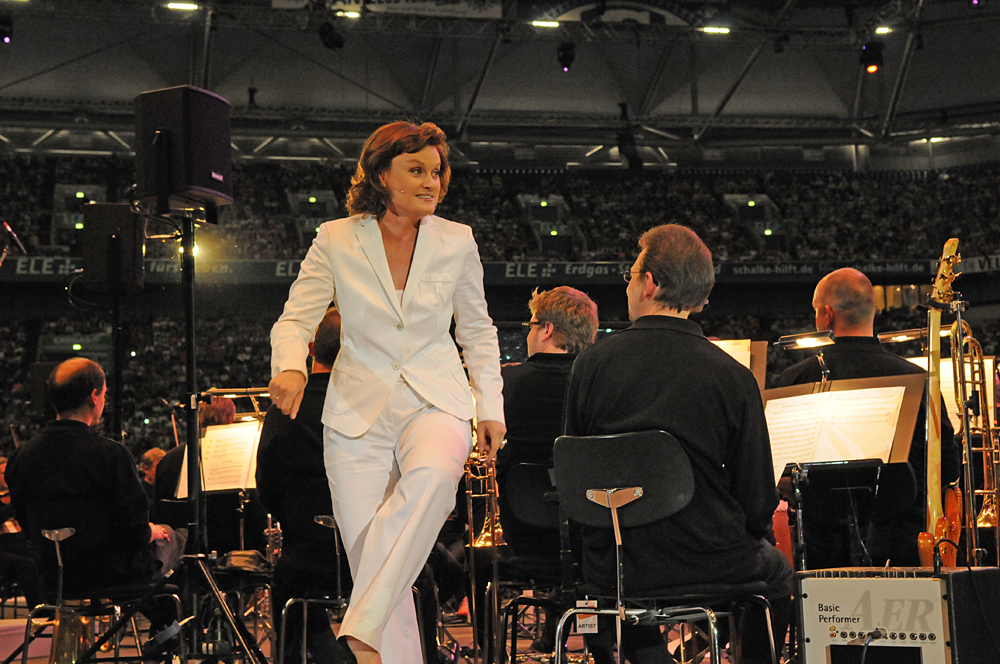
Vesselina Kasarova !SING – DAY OF SONG (2010)

Vesselina Kasarova (bulgarisch Веселина Кацарова, Wesselina Kazarowa, Transliteration: Veselina Kacarova; * 18. Juli 1965 in Stara Sagora) ist eine Sängerin (Mezzosopran) bulgarischer Herkunft. Sie ist seit 1997 Schweizer Staatsbürgerin und lebt in Zollikon bei Zürich.

## Leben und Werk
Im Alter von 4 Jahren erhielt sie bereits ersten Klavierunterricht an der Musikschule Pionerski Dom und besuchte mit 14 Jahren das musikorientierte Gymnasium Christina Morfowa. 1984 nahm sie erste Gesangsstunden und schloss zeitgleich ihr Klavierstudium mit Diplom ab, worauf ein Studium an der musikalischen Akademie in Sofia und Gesangsstunden bei Ressa Kolewa folgten. Nebenbei folgten erste Auftritte an der Nationaloper von Sofia als Rosina in Il Barbiere di Siviglia von Gioacchino Rossini, die später zu ihrer Paraderolle werden sollte. 1989 schloss sie ihr Gesangsstudium ab und wurde ans Opernhaus Zürich berufen. Dort startete sie ihre Laufbahn mit kleineren bis mittleren Rollen wie Alisa (Lucia di Lammermoor von Gaetano Donizetti) und Annio (La clemenza di Tito von Wolfgang Amadeus Mozart), wobei sie jedoch an der Seite von großen Kolleginnen wie Edita Gruberová oder Ann Murray sang. Der Gesangswettbewerb Neue Stimmen in Gütersloh 1989 brachte ihr ebenfalls großen Erfolg, und so wurde sie 1991 Interpretin des Annio bei den Salzburger Festspielen und der Rosina an der Wiener Staatsoper. 
Den größten Erfolg ihrer Karriere konnte sie jedoch 1992 verzeichnen, als sie Marilyn Horne als Tancredi in der konzertanten Aufführung der gleichnamigen Oper von Gioacchino Rossini bei den Salzburger Festspielen vertrat. Nun wurde die Opernwelt auf die junge Bulgarin aufmerksam und verpflichtete sie für diverse Rollen ins In- und Ausland (Rosina in London, Cherubino in München, Zerlina in Salzburg, Idamante in Florenz, Charlotte in Zürich, Romeo aus I Capuleti e i Montecchi in Paris). Auch in den USA konnte sie Fuß fassen und überzeugte dort als Romeo in New York und Idamante in Chicago. Zu ihren Paraderollen zählt auch der Sesto aus La clemenza di Tito, den sie erstmals 1997 bei den Salzburger Festspielen sang (in derselben Oper war sie bereits 1992 als Annio zu sehen und hören) und mittlerweile auch am Zürcher Opernhaus, an der Bayerischen Staatsoper, der Opéra Bastille in Paris, dem Royal Opera House Covent Garden in London und kürzlich in der Philharmonie am Gasteig in München erfolgreich interpretierte. Beim Klassiklabel RCA/BMG sind bereits etliche Aufnahmen der Bulgarin erschienen, darunter komplette Opernaufnahmen sowie Arien- und Duettplatten. Es verbindet sie eine enge Zusammenarbeit mit dem  Tenor Juan Diego Flórez, mit dem sie einige ihrer größten Erfolge verbuchen konnte (Rossinis La Cenerentola in Pesaro und London). Im Sommer 2008 gab sie am Opernhaus Zürich ihr Rollendebüt als Carmen, eine Partie, die sie im September 2009 auch am Opernhaus Köln gestaltete. Als weitere Rollendebüts arbeitet sie an der Didon (Les Troyens), der Eboli (Don Carlos) und der Venus (Tannhäuser). Am 5. Juni 2010 trat sie beim Abschlusskonzert von !SING – DAY OF SONG in der Veltins-Arena in Gelsenkirchen im Rahmen des Projekts RUHR.2010 – Kulturhauptstadt Europas auf. Im Jahr 2011 nahm sie als Solosängerin an der 19. Festlichen Operngala der Deutschen AIDS-Stiftung teil. Zum Jahreswechsel 2013/2014 gastierte sie mehrere Male an der Oper Köln als Prinz Orlofsky (Die Fledermaus). Ebenfalls an der Oper Köln schloss sich dann im März 2014 eine Serie von Auftritten als Dalila in Samson und Dalila an.

## Auszeichnungen
- Echo Klassik 2003
- Europäischer Förderpreis für junge Künstler
- Juli 2005 zur Bayerischen Kammersängerin ernannt
- 2011 Bayerische Staatsmedaille für soziale Verdienste